# حاجی غلامرضا
حاجی غلامرضا، روستایی در دهستان شیرین‌سو بخش شیرین‌سو شهرستان مانه در استان خراسان شمالی ایران است.

## جمعیت
بر پایه سرشماری عمومی نفوس و مسکن در سال ۱۳۹۵، جمعیت این روستا برابر با ۱۵۰ نفر (۴۰ خانوار) بوده‌است.